# Endless Summer (Oceana-Lied)

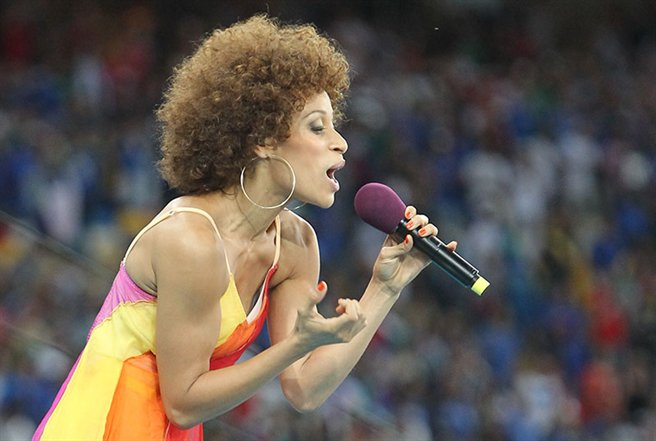
Oceana vor dem Euro 2012 Finale

Endless Summer ist ein Lied der deutschen Sängerin Oceana. Es wurde 2012 als offizielle Single zur Fußball-Europameisterschaft 2012 veröffentlicht und enthält ein markantes Sample aus dem Lied Blaue Moschee von Die Vögel.

## Hintergrund
Oceana sagte zur Auswahl, dass ihr ihre bereits vorhandene Bekanntheit in den osteuropäischen Ländern genützt habe:

„Natürlich gehört zu allem auch immer eine Portion Glück. Die Konkurrenz war natürlich groß. Ich hatte viele Auftritte vor diesen ganzen wichtigen UEFA-Menschen und Fußball-Leuten. Ich denke aber auch, dass mir sehr zugute kam, dass ich in Polen und in der Ukraine bereits sehr bekannt bin.“

## Aufführung
Oceana sang das Lied live bei der Eröffnungszeremonie und bei der Finalshow der EM in Kiew.

## Charts
Die Single erreichte Platz 5 der deutschen Charts sowie Platz 6 der Schweizer Charts und Platz 17 österreichischen Charts.
| ChartsChartplatzierungen | Höchstplatzierung | Wochen |
| ------------------------ | ----------------- | ------ |
| Deutschland (GfK)        | 5 (19 Wo.)        | 19     |
| Polen (ZPAV)             | 1 (5 Wo.)         | 5      |
| Österreich (Ö3)          | 17 (11 Wo.)       | 11     |
| Schweiz (IFPI)           | 6 (12 Wo.)        | 12     |

## Wissenswertes
In dem Song von Oceana ist ein Sample aus dem Lied Blaue Moschee des Elektro-Duos Die Vögel enthalten. Die Hookline des EM-Songs ist eine Fanfare und stammt im Original von den beiden Musikern Jakobus Durstewitz und Mense Reents.